# 勝岡重夫
勝岡 重夫 (かつおか しげお、1940年 - ) は、横浜市出身のグラフィックデザイナー、アートディレクター。勝岡重夫デザイン室代表。

## 来歴
- 1940年 - 横浜市生まれ。
- 神奈川工業高校卒。ライトパブリシティを経て、
- 1977年 - 勝岡重夫デザイン室設立。

以降、主にコーポレートアイデンティティ（ CI ）の分野において多くの有名企業を担当し実績を残してきた。現在は中国の美術大学の招聘を受け「CIデザインの実践」の教鞭を執るなどデザイン教育に注力している。

## 主な作品
- トマト銀行 VI システム
- サッポロビール VI システム
- 明治生命 VI システム
- 福島県 VI システム
- 日本コムシス VI システム
- 第一証券 VI システム
- 大京 VI システム
- 東リ VI システム
- 丸善石油科学 VI システム
- 九電工 VI システム
- 名鉄百貨店 VI システム
- 下田プリンスホテル VI システム

## 主な受賞歴
- ADC 賞
- 朝日広告賞
- 毎日広告デザイン特別賞
- 日経商品広告賞 最高賞
- 全国カタログポスター展 通産大臣賞
- ニューヨークフェスティバル[1] 銅賞
- ワルシャワ国際ポスタービエンナーレ他 国際展入選

## 展覧会
- 1989年 - 勝岡重夫のCIデザイン トマト銀行[2]
- 1970年 - オカベギャラリー
- 1973年 - オハイオ州立大学（米）